# Salangane de Cook
Aerodramus sawtelli
Espèce
Synonymes
- Collocalia sawtelli (Holyoak, 1974)

Statut de conservation UICN

 VU D1+2 : Vulnérable
La Salangane de Cook (Aerodramus sawtelli) est une espèce d'oiseaux de la famille des Apodidae.

## Répartition
Cette espèce est endémique d'Atiu dans les îles Cook.